# San Esteban de la Sierra
San Esteban de la Sierra est une commune de la province de Salamanque dans la communauté autonome de Castille-et-León en Espagne.

## Géographie

### Communes limitrophes
| San Miguel de Valero | El Tornadizo                                    |                          |
| Valero               | San Esteban de la Sierra                        | Los Santos               |
|                      | Santibáñez de la Sierra, Cristóbal de la Sierra | Valdefuentes de Sangusín |

## Démographie
Évolution démographique depuis 1900
| 1900 | 1910 | 1920 | 1930 | 1940 | 1950 | 1960 | 1970 | 1981 | 1991 | 2000 | 2014 | 2017 | 2019 |
| ---- | ---- | ---- | ---- | ---- | ---- | ---- | ---- | ---- | ---- | ---- | ---- | ---- | ---- |
| 1471 | 1197 | 1179 | 1175 | 1300 | 1218 | 1066 | 765  | 526  | 436  | 425  | 343  | 345  | 343  |